# 柊原駅
柊原駅（くぬぎばるえき）は、鹿児島県垂水市柊原にかつて設置されていた、日本国有鉄道（国鉄）大隅線の駅（廃駅）である。大隅線の廃止に伴い、1987年（昭和62年）3月14日に廃駅となった。

## 歴史
- 1961年（昭和36年）4月13日：古江線（後の大隅線）の古江駅 - 海潟駅（→海潟温泉駅）間の開通に伴い、新設[1][2]。気動車の旅客のみを取り扱う駅員無配置駅[3]。
- 1987年（昭和62年）3月14日：大隅線の全線廃止に伴い、廃駅となる[1]。

## 駅構造

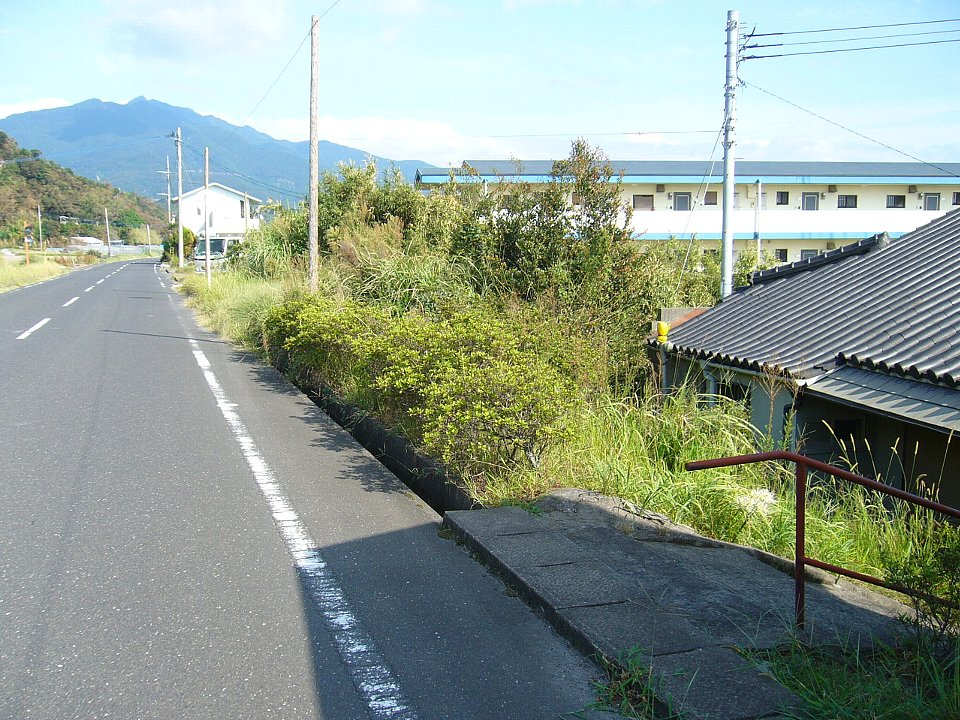
右手前の階段が入口。右前方の叢の位置にホームがあった（2006年10月）

単式ホーム1面1線を有する駅であり、無人駅であった。ホーム上に待合所を併設していたが、駅舎は無かった。

## 隣の駅
日本国有鉄道
大隅線
諏訪駅 - 柊原駅 - 浜平駅